# Prima la musica e poi le parole
Prima la musica e poi le parole è un divertimento teatrale in un atto del compositore Antonio Salieri su libretto di Giovanni Battista Casti.

## Storia
Anche nota come Prima la musica, l'opera fu rappresentata per la prima volta il 7 febbraio 1786 nel giardino d'inverno (orangerie) del castello di Schönbrunn di Vienna e venne commissionata dall'imperatore Giuseppe II. L'opera buffa di Salieri venne rappresentata nella stessa serata de Der Schauspieldirektor di Wolfgang Amadeus Mozart, venendo rappresentata come secondo titolo di una serata privata per nobili.
Gli interpreti della prima messa in scena dell'opera furono:
- Nancy Storace, Eleonora
- Stefano Mandini, Il compositore
- Francesco Benucci, Il poeta
- Celeste Coltellini, Tonina

## Trama
La scena si apre nella casa del Maestro di Cappella, intento a discutere aspramente col poeta poiché il loro signore (il conte Opizio) ha commissionato loro la stesura di un'opera lirica in soli quattro giorni. Il furbo maestro (vedendo l'impossibilità di comporre un'opera lirica in quattro giorni) rivela al poeta che ha intenzione di riciclare la partitura di una sua vecchia opera poco conosciuta, il vate però si lamenta del fatto che fare prima la musica delle parole è come fare "prima l'abito e poi la persona a cui si adatti". Il Maestro allora lo deride sostenendo che è chi scrive la musica a fare tutta la fatica, sprona poi il poeta a muoversi a scrivere qualche verso per un'aria poiché a breve sarebbe giunta una cantante virtuosa dell'opera seria, Donna Eleonora. Successivamente alla scena si aggiunge Tonina, una cantante dell'opera buffa che contribuirà con le sue lamentele (insieme a quelle di Donna Eleonora) a creare scompiglio ma alla fine tutto si risolverà per il meglio: le cantanti si metteranno d'accordo e il poeta si appacificherà col maestro.

## Discografia
- 1986 - Maria Casula (Eleonora), Graziano Polidori (Il compositore), Giorgio Gatti (Il poeta), Kate Gamberucci (Tonina) - Direttore: Domenico Sanfilippo - Orchestra da Camera della Filarmonica della Boemia del nord - Registrazione dal vivo - Bongiovanni[2]
- 1987 - Roberta Alexander (Eleonora), Robert Holl (Il compositore), Thomas Hampson (Il poeta), Julia Hamari (Tonina) - Direttore: Nikolaus Harnoncourt - Orchestra del Concertgebouw di Amsterdam - Teldec[3]